# Maja Založnik
Maja Založnik, slovenska pevka, * 27. julij 1983.
Svojo glasbeno pot je začela leta 2000 v rock skupini Chakra. Pet let pozneje se je pridružila zasedbi LuminoDoche, s katero so izdali pop-funk ploščo Tobogan (2006), pela je tudi z bendom Power Shock, ki je preigraval jugoglasbo. Bila je tudi članica celjske skupine Tuned Fish (Uglašena riba), ki je izvajala džez glasbo. Z njimi je posnela pesem »Ne bom več princeska«, s katero so nastopili na festivalu FeNS 2009 v Kopru. Na EMI 2009 je pela spremljevalne vokale za bend Nexys, kot backvokalistka pa je sodelovala tudi s Soul Funked Up.
Junija 2012 sta jo Gal in Severa Gjurin povabila v oddajo Izštekani, v kateri je zapela nekaj pesmi s kompilacije Telstar. Oktobra je z Ladybugs nastopila na prireditvi Femme fatale 2012, konec meseca pa je imela svoj prvi samostojni koncert v ljubljanski kavarni Sputnik, gost katerega je bil Uroš Perić. Predstavila sta duet »Sweet Sugar Honey«, za katerega je glasbo in besedilo napisala Založnikova sama (slednje skupaj s Perićem). Kot singel je uradno izšel januarja 2013. Nekaj mesecev pozneje je bila ona gostja na Perićevem majskem koncertu v Križankah. Istega leta je pričela sodelovati s spremljevalno skupino Papas, hišnim bendom iz oddaje Ugani, kdo pride na večerjo. Aprila 2014 so izdali skladbo »Vzemi, vse ti dam« avtorjev Denisa Horvata in Matevža Šaleharja. Julija 2015 je zamenjala spremljevalni bend in začela nastopati z Moonshine iz Novega Sada (Kosta Mađarević, Ljubiša Ponjević, Predrag Đurić Tica in Miloš Marčeta). Z njimi je novembra izdala skupni komad »You Are My Life«. Marca 2019 so – v sestavi Maja Založnik, Kosta Madjarević, Miloš Marčeta, Stefan Popović in Milica Uzelac – izdali svojo prvo avtorsko ploščo Pieces.
Doštudirala je organizacijo poslovanja v turizmu, in to na Bledu. Poleg po izjemnem glasu je znana tudi po svojem pin-up stilu. 

### Misija Evrovizija in The Voice of Germany
Založnikova se je preizkusila v številnih pevskih talent šovih: Karaoke, Popstars (1. in 2. sezona), Bitka talentov, Bodi idol, Supernova, Slovenija ima talent (1. in 2. sezona; v drugem poskusu je uspešno nastopila pred sodniki in od vseh treh prejela »ja«, a pozneje ni bila izbrana za polfinale) in nemški X Factor. Večjo prepoznavnost ji je prinesla udeležba v Misiji Evroviziji, izboru za slovenskega predstavnika na Pesmi Evrovizije 2012 v Bakuju. Na avdiciji pred sodniki je napravila dovolj dober vtis, da je bila izbrana za oddaje v živo. V prvem krogu se je predstavila z »Love You I Do« in se po mnenju sodnikov uvrstila v naslednji krog (najboljša šestnajsterica). Izpadla je po drugem nastopu (»V meni je moč«).
Leta 2014 je tekmovala v 4. sezoni The Voice of Germany. Po uspešno prestali slepi avdiciji (z »You're Nobody Till Somebody Loves You«) jo je v svojo ekipo vzel Samu Haber, pevec finske zasedbe Sunrise Avenue. V drugi fazi (Battle Round) je v dvoboju premagala Floriano Imeri, obe sta peli »Maps« od Maroon 5. Samu jo je povabil v Helsinke, kjer je spoznala preostale člane benda in z njimi nastopila v klubu On the Rocks. Izpadla je v tretji fazi tekmovanja (Knockouts), za katero je izbrala »I Just Want to Make Love to You« Ette James. Za vstopnico v oddaje v živo se je potegovala s Shady Sheho in Katrin Ringling – njihov trener Samu Haber se je odločil za slednjo.
Dvakrat je nastopila tudi v oddaji HRI-bar.

## Diskografija

### Albumi
- 2019: Pieces – Maja Založnik & Moonshine

### Pesmi
Njene skladbe so večinoma sodelovanja in dueti. 
- »You Said« − s Sweet Peak (april 2012)
- »Le Croissant« − s Sweet Peak; videospot je posnela videoprodukcijska ekipa Fame and Flame (julij/december 2012)[9]
- »Mi poveš« – avtor: Cveto Polak (oktober 2012)
- »Sweet Sugar Honey« – z Urošem Perićem (januar 2013)
- »True Love« – z Davidom Melom (maj 2013)
- »Kvadratasto srce« − z Uroš Planinc Group; album Rokerji pojejo pesnike 9 (2013)
- »Vzemi, vse ti dam« − s Papas (april 2014)
- »Moja Mom« − z raparjem Ne$$om (junij 2014)
- »Preproste misli« – s Carpe Diem; pesem je sicer v drugi različici izšla na njihovem albumu Mrcina iz leta 2006 (april 2015)
- »You Are My Life« − z Moonshine (november 2015)
- »I Want to Fly Away« – z The Wanted Four (marec 2016)[10]
- »I Need Rain« – z The Wanted Four (marec 2016)
- »Please Come Home for Christmas« (december 2017)
- »Ponos« – sodelovanje z Zlatkotom (januar 2018)
- »Smejem se« – z Moonshine (maj 2018)

Sodelovala je tudi s Trkajem, Samuelom Lucasom ter zasedbama Heretic in Big Addiction.